# Nonagria obsoleta
Nonagria obsoleta là một loài bướm đêm trong họ Noctuidae.